# Giro d'Italia Ciclocross 2017-2018
Navigation
2015-2016 2018-2019
Le Giro d'Italia Ciclocross 2017-2018 a eu lieu d'octobre à décembre 2017. Il comprend six manches masculines et féminines.

## Barème
Chaque manche attribue des points aux quinze meilleurs de l'épreuve selon le système suivant.
| Position | 1° | 2° | 3° | 4° | 5° | 6° | 7° | 8° | 9° | 10° | 11° | 12° | 13° | 14° | 15° |
| Points   | 30 | 26 | 22 | 19 | 16 | 13 | 11 | 9  | 7  | 6   | 5   | 4   | 3   | 2   | 1   |

## Hommes élites

### Calendrier et podiums
| # | Date       | Lieu                     | Vainqueur          | Deuxième              | Troisième          | Leader du général  |
| - | ---------- | ------------------------ | ------------------ | --------------------- | ------------------ | ------------------ |
| 1 | 01/10/2017 | Numana                   | Stefano Sala       | Antonio Folcarelli    | Marco Ponta        | Stefano Sala       |
| 2 | 29/10/2017 | Ferentino                | Cristian Cominelli | Antonio Folcarelli    | Stefano Capponi    | Antonio Folcarelli |
| 3 | 12/11/2017 | Grumo Nevano             | Antonio Folcarelli | Cristian Cominelli    | Stefano Capponi    | Antonio Folcarelli |
| 4 | 03/12/2017 | Silvelle di Trebaseleghe | Gioele Bertolini   | Marco Aurelio Fontana | Stefano Sala       | Antonio Folcarelli |
| 5 | 10/12/2017 | San Michele di Sassuolo  | Cristian Cominelli | Nicolas Samparisi     | Lorenzo Samparisi  | Antonio Folcarelli |
| 6 | 23/12/2017 | Barletta                 | Cristian Cominelli | Stefano Capponi       | Antonio Folcarelli | Antonio Folcarelli |

### Classement général[2]
| Pos. | Coureur              | Points |
| ---- | -------------------- | ------ |
| 1    | Antonio Folcarelli   | 127    |
| 2    | Cristian Cominelli   | 125    |
| 3    | Stefano Capponi      | 106    |
| 4    | Matteo Vidoni        | 64     |
| 5    | Michael Capati       | 56     |
| 6    | Stefano Sala         | 52     |
| 7    | Emanuele Di Giovanni | 50     |
| 8    | Patrick Favaro       | 49     |
| 9    | Daniele Panzarini    | 40     |
| 10   | Giulio Galli         | 33     |

## Femmes élites

### Calendrier et podiums
| # | Date       | Lieu                     | Vainqueur       | Deuxième         | Troisième         | Leader du général |
| - | ---------- | ------------------------ | --------------- | ---------------- | ----------------- | ----------------- |
| 1 | 01/10/2017 | Numana                   | Sara Casasola   | Alessia Bulleri  | Francesca Baroni  | Sara Casasola     |
| 2 | 29/10/2017 | Ferentino                | Chiara Teocchi  | Sara Casasola    | Silvia Persico    | Sara Casasola     |
| 3 | 12/11/2017 | Grumo Nevano             | Alessia Bulleri | Nicole Fede      | Valeria Pompei    | Alessia Bulleri   |
| 4 | 03/12/2017 | Silvelle di Trebaseleghe | Eva Lechner     | Francesca Baroni | Rebecca Gariboldi | Alessia Bulleri   |
| 5 | 10/12/2017 | San Michele di Sassuolo  | Alessia Bulleri | Silvia Persico   | Asia Zontone      | Alessia Bulleri   |
| 6 | 23/12/2017 | Barletta                 | Alessia Bulleri | Sara Casasola    | Nicole Fede       | Alessia Bulleri   |

### Classement général[3]
| Pos. | Coureur           | Points |
| ---- | ----------------- | ------ |
| 1    | Alessia Bulleri   | 151    |
| 2    | Nicole Fede       | 105    |
| 3    | Sara Casasola     | 84     |
| 4    | Gaia Realini      | 74     |
| 5    | Silvia Persico    | 59     |
| 6    | Asia Zontone      | 50     |
| 7    | Sara Rossi        | 50     |
| 8    | Chiara Teocchi    | 49     |
| 9    | Francesca Baroni  | 48     |
| 10   | Giorgia Fraiegari | 47     |